# Christian Sauer (Koch)
Christian Sauer (* 1987 in Schrobenhausen) ist ein deutscher Koch.

## Werdegang
Nach der Ausbildung ab 2001 in einem großen Hotel in München kochte er im Restaurant Alpenraum in München. 2012 machte er sich mit seinem Freund und Kochkollegen Ronny Pester in Schrobenhausen mit dem Restaurant Heimat² selbständig; später war er alleiniger Betreiber und zuletzt Chefkoch.
Seit September 2022 ist er Küchenchef im Restaurant Lech-Line in Landsberg am Lech. 2024 wurde das Restaurant mit einem Michelinstern ausgezeichnet. Er bietet laut Guide Michelin eine "internationale Küche ohne Effekthascherei".
Christian Sauer ist seit September 2017 einer der Köche der BR-Sendung Wir in Bayern.

## Auszeichnungen
- 2024: Ein Stern im Guide Michelin für das Restaurant Lech-Line in Landsberg am Lech